# Василенко, Михаил Михайлович
Михаил Михайлович Василенко — генеральный директор, председатель Правления и член Совета директоров акционерного общества (АО) «Международный аэропорт Шереметьево». Занимал первое место среди высших руководителей транспортных компаний в рейтинге  «Топ-1000 российских менеджеров» ИД «Коммерсантъ» и Ассоциации Менеджеров в 2015  , 2016 , 2017, 2018, 2019, 2020, 2021 . В 2023 году занял второе место в том же рейтинге.  

## Биография
Михаил Василенко родился 14 апреля 1960 года в городе Железноводске (Ставропольский край) в семье профессионального военного в седьмом поколении.
В 1977—1981 годах он окончил Ленинградское высшее ордена Ленина Краснознаменное училище железнодорожных войск и военных сообщений им. М.В. Фрунзе по специальности «Инженер по эксплуатации воздушного транспорта».
В 1981—1983 годах он был помощником военного коменданта аэропорта «Кабул», в 1983—1989 гг. — военным комендантом аэропорта «Ташкент».
В 1989—1992 годах Василенко окончил Военную ордена Ленина академию тыла и транспорта с золотой медалью.
С 1992 по 1998 год — начальник военных сообщений на воздушных трассах республик Коми, Татарстан, Башкортостан и Приволжского управления гражданской авиации.
С 1998 по 2000 год работал заместителем директора по корпоративным вопросам ОАО «Международный аэропорт Самара», а затем — генеральным директором дочернего предприятия Международного аэропорта Самары.
С 2000 по 2003 год Василенко был вице-президентом группы компаний Авиация Самары.
В 2003—2004 годах — директор по развитию бизнеса ООО «Frans Maas».
В декабре 2004 года назначен заместителем генерального директора АО «МАШ» по коммерческим вопросам.
С 12 мая 2005 года является генеральным директором АО “Международный аэропорт Шереметьево”.
С 2005 года под руководством и при участии Василенко проводится несколько этапов масштабной реконструкции и модернизации Международного аэропорта Шереметьево. Разработан мастер-план развития аэропорта Шереметьево до 2030 года; построены и введены в эксплуатацию Терминал С1, Терминал Е2 3 , в АО «МАШ» вошел ранее принадлежавший Аэрофлоту Терминал D4 5, открыт Терминал A деловой авиации6; построено новое здание Контрольно-диспетчерского пункта7 ; реконструирована ВПП-2; организовано железнодорожное сообщение Москва — аэропорт Шереметьево. 
C 2016 года под руководством Василенко разработана, принята и реализуется долгосрочная программа развития Международного аэропорта Шереметьево до 2026 года. Программа рассчитана на подготовку аэропорта к ЧМ по футболу-2018 и на дальнейшую перспективу роста пассажиропотока до 80 млн пассажиров в год к 2026г8. В 2017   году введен в эксплуатацию новый грузовой терминал9; В 2018 году пассажирский терминал B10 и подземный межтерминальный переход, соединяющий южный и северный терминальные комплексы11, а также третий топливо-заправочный комплекс В рамках реализации программы также планируется строительство новых терминалов и реконструкция старых12, развитие транспортной доступности и создание парковочных пространств13.

## Личная жизнь
- Женат, двое детей14. Является энтузиастом дорожных мотоциклов15, имеет чоппер V-RodHarley-Davidson.

## Награды и достижения
- Указом Президента России от 16 июня 2010 года Михаил Василенко награждён орденом Почёта.
- Указом Президента России от 3 апреля 2019 года Михаил Василенко награждён орденом Дружбы. [10]
- В 2023 году награждён орденом Александра Невского[11]